# مفلح الساجي
مفلح الساجي كان قائدًا مسلمًا وحاكمًا لأذربيجان الإيرانية من حوالي 929 إلى حوالي 935. لعب دورًا مهمًّا في تقويض المد البيزنطي.

## السيرة
كما تشير نسبته، فقد كان مملوكًا عسكريًا للحاكم السجدي لأذربيجان، يوسف بن أبي الساج. وبعد وفاة يوسف عام 928، خلفه لفترة وجيزة ابن أخيه كحاكم، ثم خلفه وصيف الشرواني عام 929 كحاكم لأذربيجان في الخلافة العباسية. وخلفه مفلح، على الأرجح في نفس العام. وقد ذُكر مفلح لأول مرة في كتاب ابن الأثير أثناء توليه منصبه عام 931، وظل يشغل هذا المنصب على الأقل حتى عام 935، عندما ظهرت آخر العملات المسكوكة باسمه. وبعده استولى على الولاية الخارجي ديسم بن إبراهيم، وهو أيضًا ضابط سابق ليوسف بن أبي الساج، في عام 937/8.
في عام 929، هزم مفلح الحاكم البيزنطي للمدارس [الإنجليزية]، يوحنا قورقيس [الإنجليزية]، في معركة. ثم طارد مفلح المنتصر البيزنطيين حتى ردهم إلى أراضيهم.
في عام 931، انخرط البيزنطيون في جنوب أرمينيا، وساعدوا حاكم فاسبوراكان، جاجيك الأول [الإنجليزية]، الذي حشد الأمراء الأرمن المحليين وتحالف مع البيزنطيين ضد الإمارات الإسلامية المحلية؛ أغارت القوات المسيحية على الإمارة القيسية ودمرت خليات وبركري بالكامل، قبل أن تتجه إلى الجزيرة الفراتية وتستولي على صمصاد. وعندما علم مفلح بذلك، جمع "جيشًا كبيرًا" وغزا بنفسه أرمينيا، وهزم جاجيك وحلفائه البيزنطيين في معركة كلفت 100 ألف أرمني حياتهم وفقًا لابن الأثير.
عندما تولى ديسم السلطة في أذربيجان، فر مفلح إلى شروان ولجأ إلى الحاكم المحلي المستقل، أبو طاهر يزيد الشروانشاهي [الإنجليزية]، لكن الأخير سلمه إلى ديثم لتجنب المتاعب.